# Троянський кінь

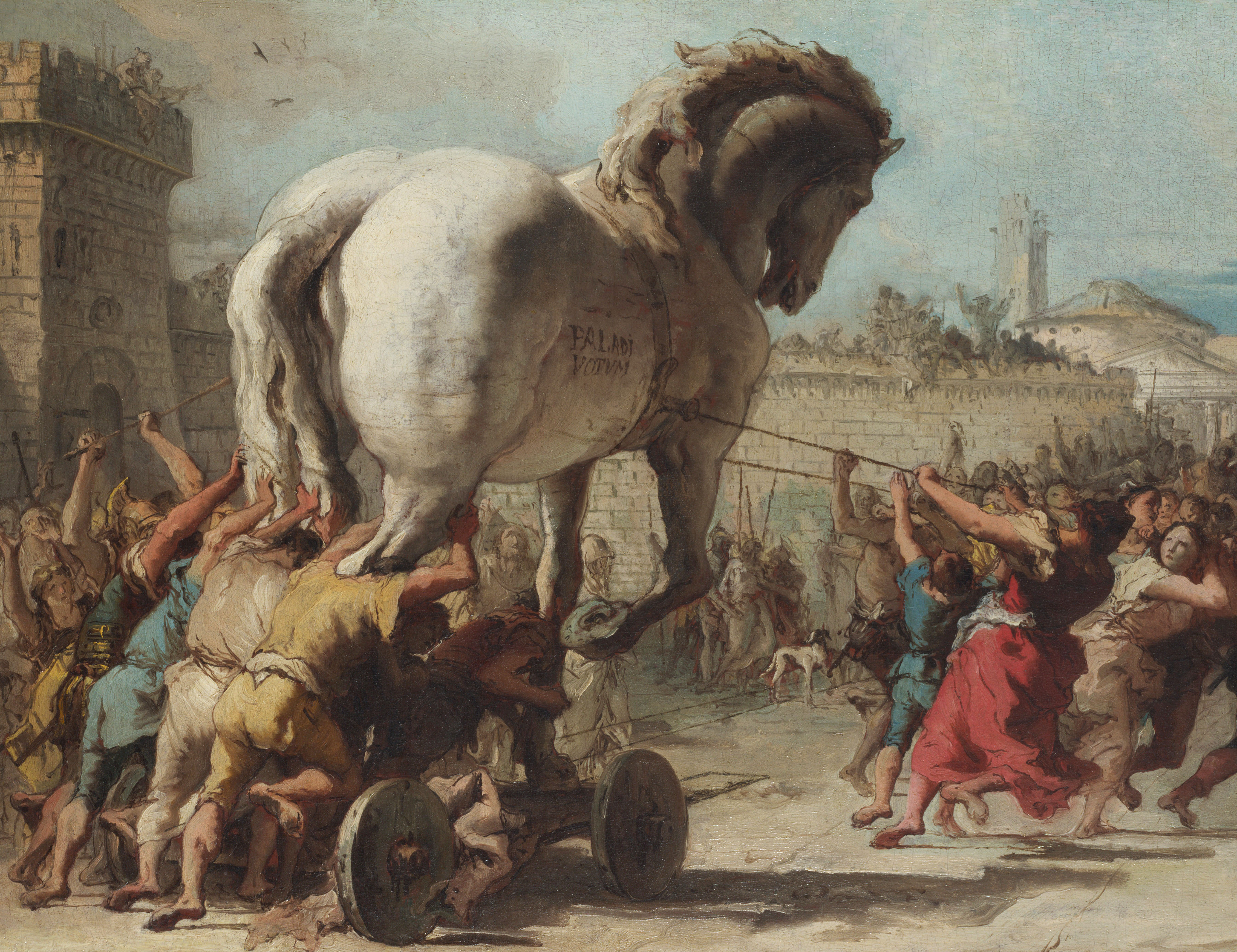
Фрагмент з Ходи троянського коня в Трою (з картини Джованні Доменіко Тієполо, 1773, натхненного Вергілієвою Енеїдою)

Троянський кінь — міфічна споруда у вигляді коня, з допомогою якої греки хитрощами здобули перемогу в Троянській війні. У переносному значенні — хитрі дії, підступні засоби боротьби, що дозволяють завдати прихованого удару в тил.

## Троянський кінь в епосі
Десять років греки безуспішно намагалися взяти Трою, але їм не вдавалося цього зробити. Цар невеличкого острова Ітака на ім'я Одіссей запропонував грекам військову хитрість — зробити величезну фігуру дерев'яного коня, сховати туди загін солдатів, а самим відпливти від острова, начебто назавжди. Греки дослухалися до поради і вдали начебто визнають поразку. Коня збудував майстер Епей, але Одіссей потім присвоїв всі заслуги собі, оскільки Епей був хоч і сильним та вправним, однак боягузом. Епей побудував споруду з ялинових дощок і зробив відкидні дверцята в боку та напис «В подяку за майбутнє успішне повернення додому греки присвячують цей дар богині Афіні». Одіссей набрав найсміливіших воїнів у обладунках. Різні перекази повідомляють про 23, 30, 50 та навіть 3000 воїнів, які сховалися всередині Троянського коня, залізши туди по мотузяній драбині. Серед них були Менелай, Одіссей, Діомед, Сфенел, Акамант, Фоант і Неоптолем. Після довгих погроз і докорів вдалося переконати і Епея приєднатися до сміливців.
Перед настанням ночі греки спалили свій табір і відплили в море, зачаївшись неподалік Тенедоса і Калінднійських островів. Небіж Одіссея Сінон лишився на березі, щоб запалити сигнальне вогнище і повідомити ним коли слід повертатися. Зранку троянські розвідники оглянули спалений табір і побачили дерев'яного коня. З цими новинами вони повернулися до міста. Цар Пріам з синами були вражені цим дивним даром і Тімоет запропонував відвезти коня до храму Афіни. Кінь виявився надто великим, тож троянці розібрали частину стін, аби провезти споруду всередину. Віщунка Кассандра, відома тим, що пророкувала тільки погане, тому їй не вірили, стала попереджати не ввозити коня. Її підтримав ясновидець Лаокоон, він кинув у коня спис, від чого зброя воїнів всередині затрусилася і забрязчала. Проте Пріам і тоді не повірив, що кінь становить яку-небудь загрозу. Його впевненість підкріпили воїни, що захопили в полон Сінона. Той розповів начебто греки давно бажали відплисти, але їм заважала погана погода. Одіссей постановив принести Аполлону в жертву Сінона, але йому вдалося втекти. Коня ж присвячено Афіні аби добитися її прихильності в майбутній війні. Його зроблено великим, щоб його не могли втягти до міста через пророцтво, що коли це станеться — Троя об'єднає Азію і знищить Грецію. Пріам, повіривши в це, вирішив, що тепер його царство чекає перемога.
Аполлон, щоб попередити Трою про прийдешнє лихо, послав двох велетенських зміїв. Але крім того він задумав покарати Лаокоона за порушену ним раніше клятву не мати дітей. Змії задушили Лаокоона і його двох синів. Пріам витлумачив це як покарання Лаокоона за те, що той кинув у коня спис, показавши зневагу до пророцтва. Троянці почали святкування і, натомившись від веселощів, врешті поснули. Сінон вибрався з Трої та запалив сигнальне вогнище.
Грецький флот вирушив до Трої, а воїни всередині Троянського коня вибралися на вулиці міста. Ехіон вистрибнув першим, зламавши собі шию, інші скористалися драбиною і, перебивши охорону, відкрили ворота, чим дали армії з кораблів увійти в Трою і знищити її.

## Історична основа
Довгий час вважалося, що історія Троянської війни — лише вигадка. Але в 1879 році відомий вчений Генріх Шліман знайшов залишки Трої, розкопки якої показали, що близько 1260 року до нашої ери місто дійсно витримало тривалу облогу і було зруйноване.
Можливою основою для переказу про захоплення Трої вбачається землетрус, що пошкодив троянські мури під час війни з ахейцями.

## Троянський кінь в культурі
Вислів «Троянський кінь» став крилатим і означає підступні вчинки, умисно згубні подарунки, приховану загрозу. Пов'язаний вислів, який іноді його замінює — «Дари данайців», тобто ворожа підступність, яка довірливо сприймається за доброзичливість.
На честь Троянського коня названо троянські комп'ютерні програми, які пишуться зловмисниками і видаються за корисні чи нешкідливі.

## Галерея

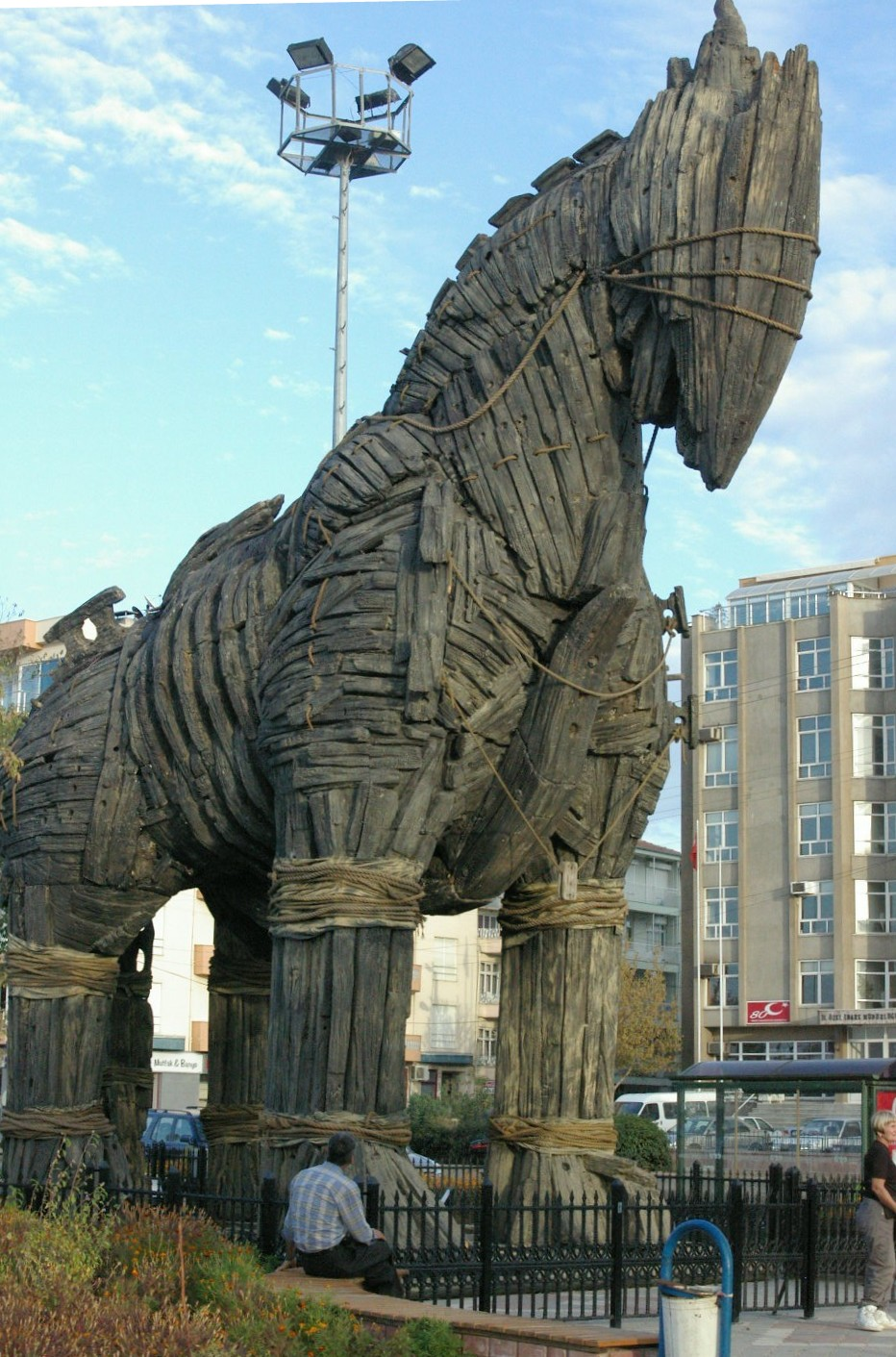
Декорація Троянського коня з фільму "Троя" (2004)
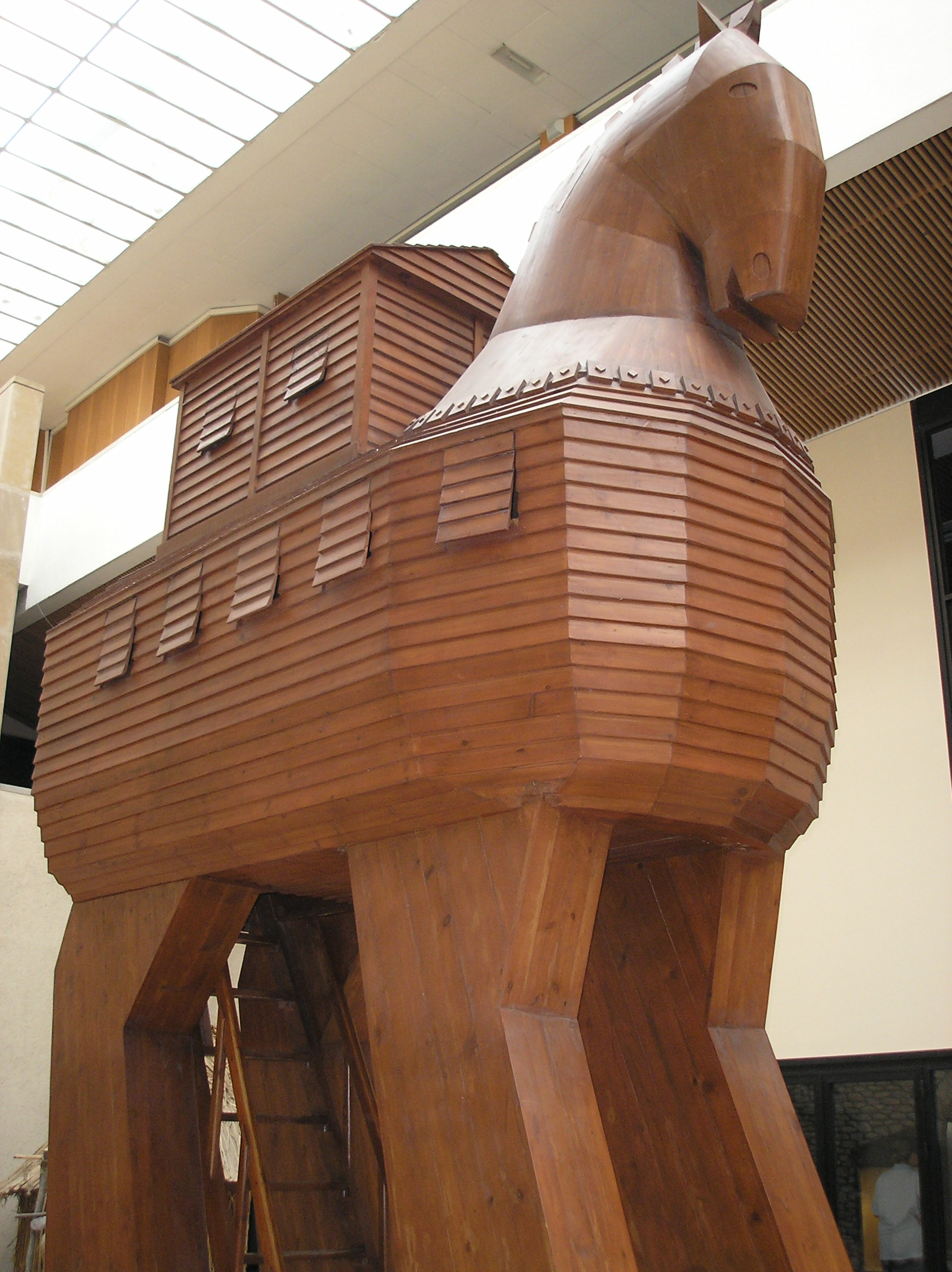
Троянський кінь у музеї археології Істамбула
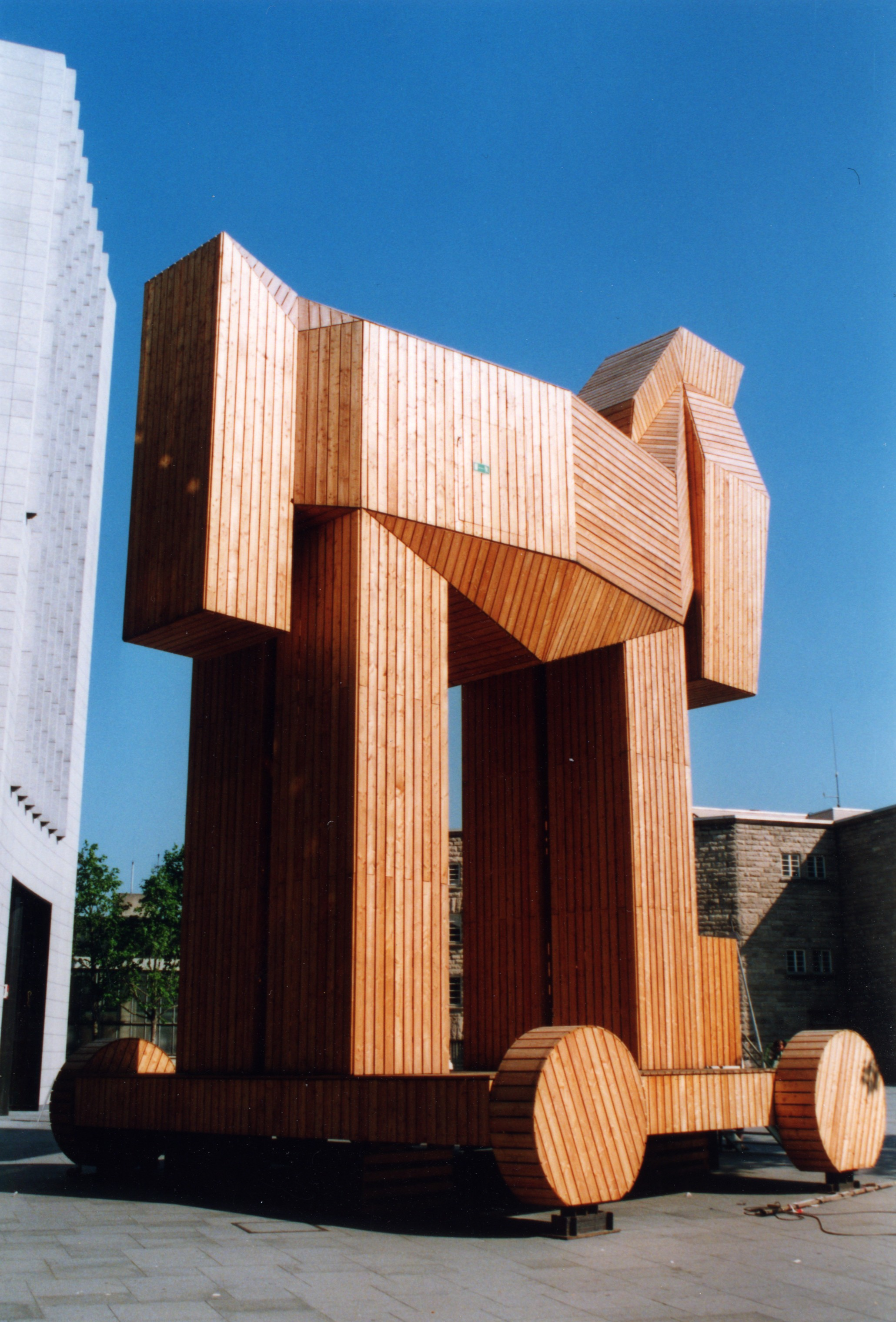
Троянський кінь у Штутгарті
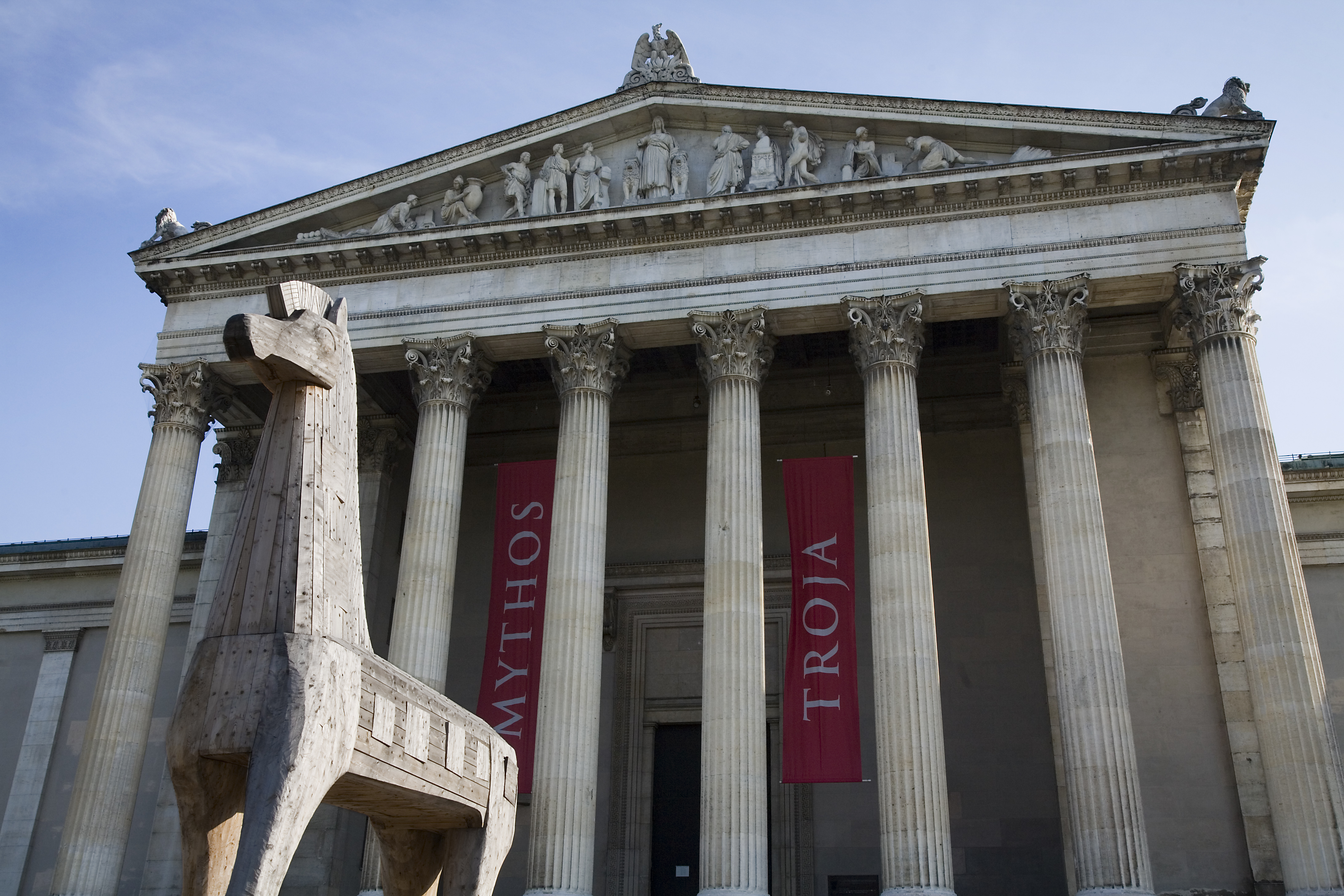
Троянський кінь в Мюнхені